# Зуль, Борис Григорьевич
Зуль, Борис Григорьевич (1887, Нижний Новгород — ?) — советский государственный деятель, невозвращенец.

## Биография

### Начало революционной деятельности
В 16-лет будучи гимназистом вступил в РСДРП(б). В 1906 году был секретарём Волжской судоходной организации РСДРП(б). После окончания гимназии уехал в Германию. Там он учился в Высшей коммерческой академии города Лейпцига. Вступил в СДПГ. Вернувшись на родину работал журналистом, банковским служащим, помощником присяжного поверенного.

### В годы революции и Гражданской войны
В 1917 году избран секретарём Союза торгово-промышленных служащих, и входил в президиум Петроградского совета профсоюзов, а также был представителем Военно-революционного комитета по освобождению политзаключённых. После Октябрьской революции был направлен за границу под видом корреспондента и представителя ВСНХ для налаживания связей с левыми социалистами. С этой целью посетил Копенгаген, Стокгольм, Берлин. С мая 1918 года председатель Верховной коллегии Главного управления водного транспорта ВСНХ, руководил национализацией торгового флота. В годы гражданской войны занимал должность начальника политотдела Южной группы войск Восточного фронта, а с мая 1919 по апрель 1920 — член РВС 4-й армии Туркестанского фронта. После расформирования армии, будучи представителем Наркоминдела РСФСР участвовал в переговорах с Финляндией. Летом 1920 года занимал должность члена РВС 13-й армии Юго-Западного фронта. Во время боёв против войск генерала Врангеля был контужен. Затем заболел тифом.

### После Гражданской войны
В 1922 году был направлен в Берлин в качестве главного агента Госторгфлота и особого уполномоченного Наркомата путей сообщения СССР по морскому транспорту за границей. С февраля 1925 года заведующий транспортным отделом торгпредства СССР во Франции.

### Невозвращенец
Летом 1926 года отказался возвращаться в СССР. В декабре того же года исключён из состава ВКП(б). В 1926—1928 годах проживал под Парижем. В мае 1938 года написал письмо Сталину в котором объяснил причину своего невозвращения и клялся в любви к вождю. Дальнейшая судьба не известна.

## Семья
Братья:
- Зуль Алексей Григорьевич (1895—1937) — член ВКП(б), заместитель начальника Главторфа Наркомата тяжёлой промышленности СССР. Арестован 16 августа и расстрелян 10 декабря 1937 года.
- Зуль Владимир Григорьевич (1896—1937) — беспартийный, конструктор завода им. А. Марти в Ленинграде. Арестован 10 мая и расстрелян 24 ноября 1937 года.